# Frankfurckie Zgromadzenie Narodowe

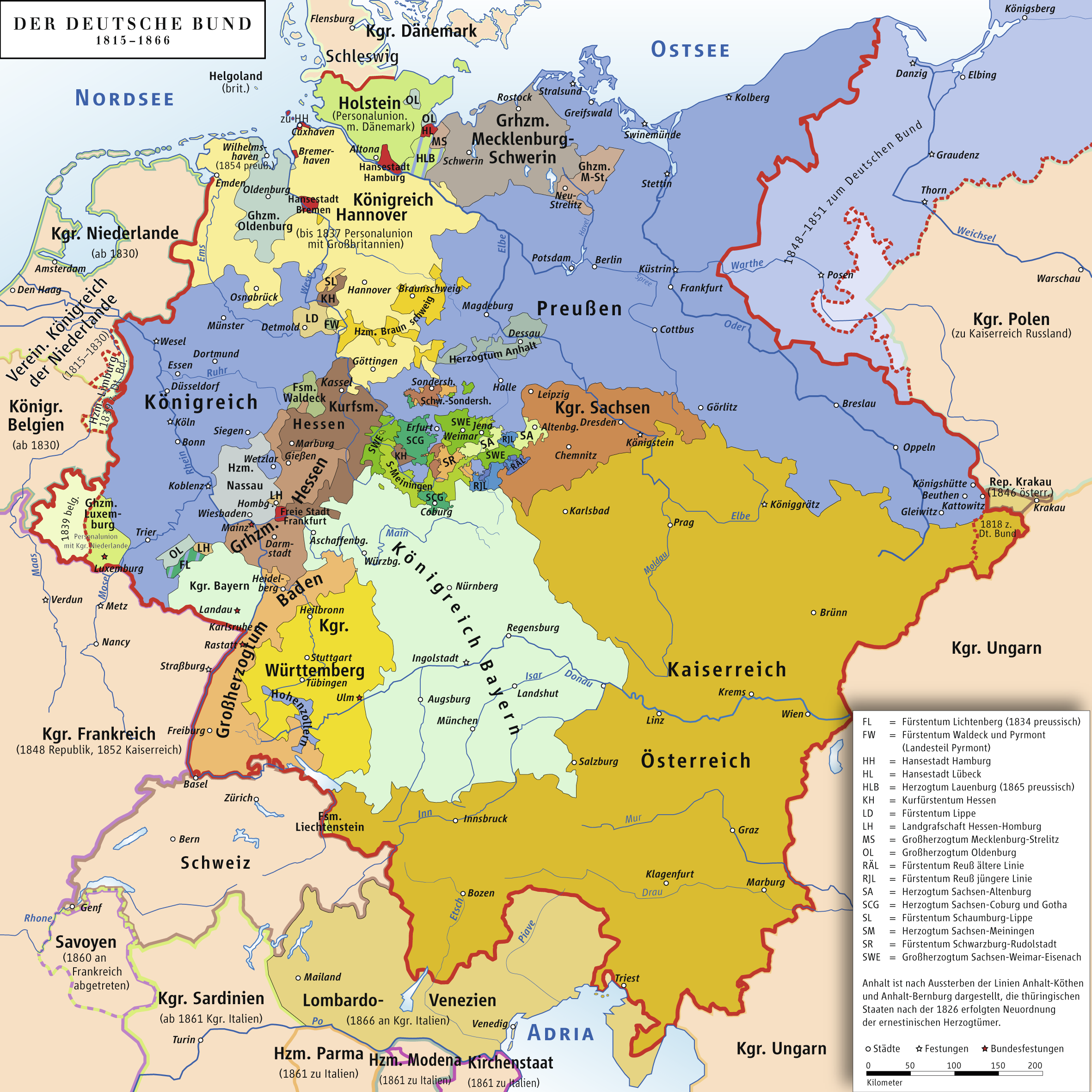
Związek Niemiecki

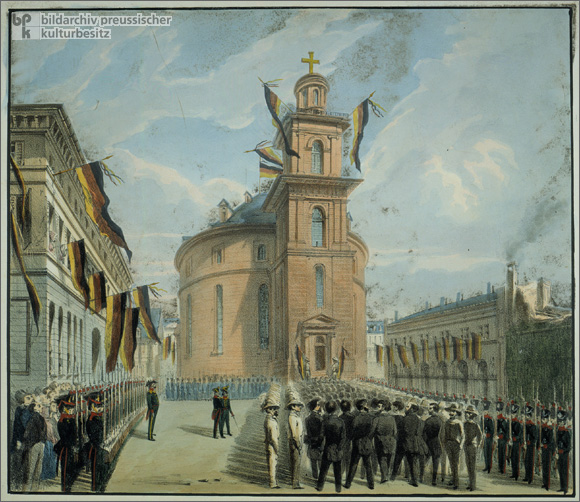
Kościół Świętego Pawła – miejsce obrad parlamentu

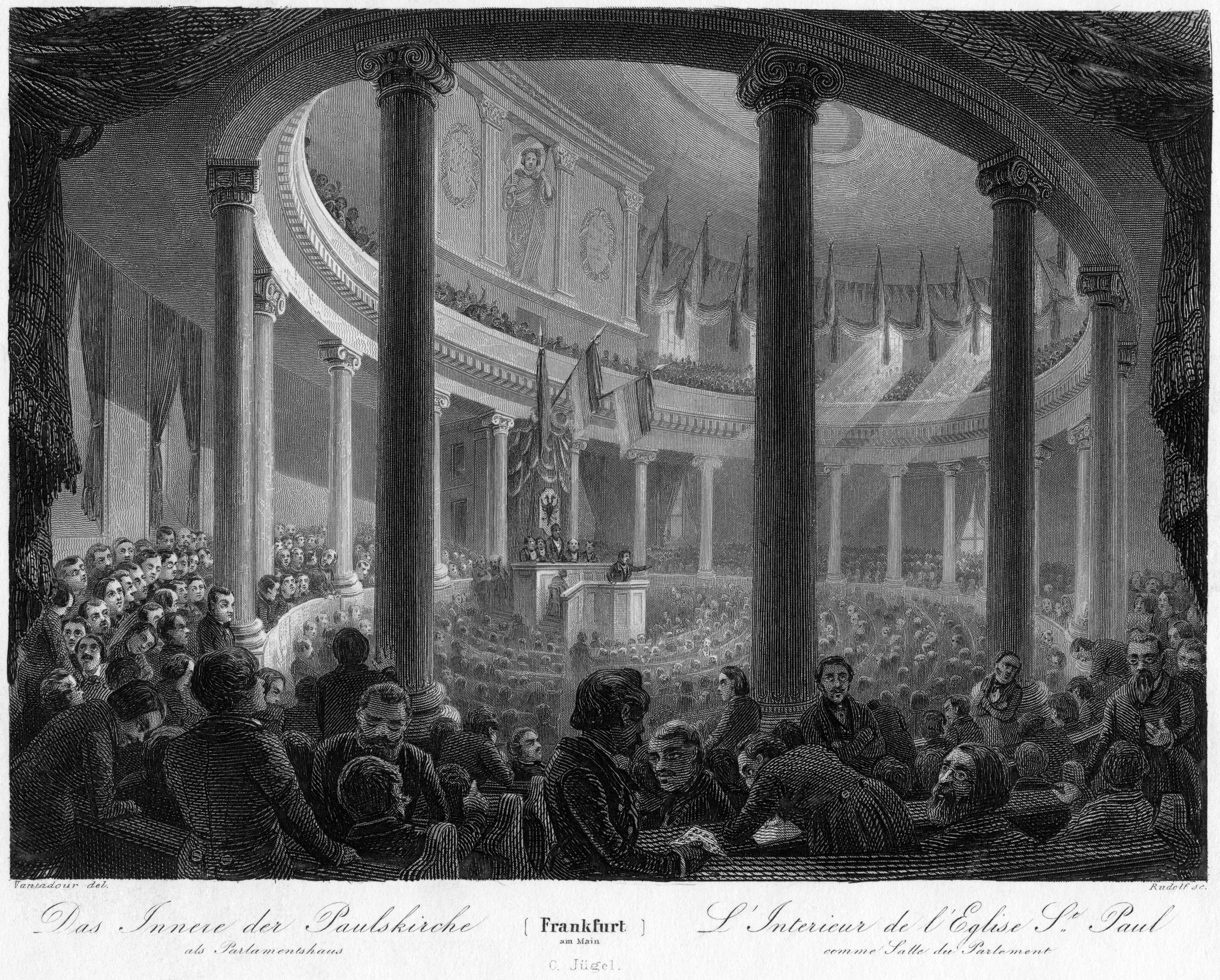
Obrady parlamentu

Frankfurckie Zgromadzenie Narodowe (niem. Parlament frankfurcki, Frankfurter Nationalversammlung) – ogólnoniemiecki parlament, zwołany w konsekwencji Wiosny Ludów 18 maja 1848 w celu zjednoczenia Niemiec we Frankfurcie nad Menem.
Projekt powołania parlamentu powstał w Heidelbergu, i został pozytywnie zaopiniowany przez Radę Związku Niemieckiego.
W krajach austriackich wybory odbyły się w dniach 26 i 28 kwietnia 1848. Wybrani zostali tylko Niemcy, ponieważ działacze czescy i słoweńscy zbojkotowali wybory.
Przewagę w parlamencie zdobyła orientacja wielkoniemiecka, dążąca do utworzenia zjednoczonej Rzeszy Niemieckiej ze wszystkich krajów niemieckich, w tym również i Cesarstwa Austrii. Reprezentanci tej opcji wybrali regenta związku (Reichsverweser), którym został arcyksiążę Jan. Utworzył on rząd pod przewodnictwem Antona von Schmerlinga.
Reprezentanci Cesarstwa Austrii zaczęli wywierać nacisk na przyjęcie do projektowanego państwa wszystkich krajów należących do Habsburgów. Nie zgadzali się na to politycy z krajów niemieckich, chcący utworzyć państwo jednolite narodowościowo, a nie mieszane. Poza tym opowiadali się za niezależnością Włoch, Węgier i Polski.
Zaczęła więc zdobywać przewagę opcja Małych Niemiec, czyli zjednoczenia krajów niemieckich pod przewodnictwem Królestwa Prus, i taki projekt parlament zatwierdził. Jednak na jego uchwałę z prośbą o przyjęcie korony cesarskiej król pruski Fryderyk Wilhelm IV odparł, iż nie będzie podnosił korony z błota. Chciał w ten sposób zaakcentować, iż władzę nad całymi Niemcami przyjąć może jedynie z rąk równych mu królów i książąt niemieckich, a nie z rąk reprezentacji ludu. Wkrótce potem wojska wirtemberskie rozpędziły 31 maja 1849 parlament w Stuttgarcie, gdzie pod koniec obradował.